# The Kissaway Trail
The Kissaway Trail är ett danskt indierockband från Odense. Bandet hette tidigare Isles.
Bandet har kontrakt med Playground Music och Bella Union. Debutalbumet har släppts i Skandinavien, Europa, Japan, Australien och Nya Zeeland. Bandet har bland annat turnerat i England, och har fått bra kritik från tidningar som The Guardian, The Times, NME och The Sun. Sångernas genomgående tema är kärlek. Den 1 maj 2010 medverkade bandet i popadelica.

## Medlemmar
- Thomas L. Fagerlund - sång, gitarr
- Søren B. Corneliussen - sång, gitarr
- Daniel Skjoldmose - gitarr, bakgrundssång, keyboard
- Rune Pedersen - bas, bakgrundssång
- Hasse Mydtskov - trummor, bakgrundssång

## Diskografi
- Into the Ocean and Rise Again (EP, oktober 2006)
- The Kissaway Trail (album, januari 2007 i Danmark, april i Europa, Australien och Skandinavien)
- Smother + Evil = Hurt (singel, april 2007)
- Sleep Mountain (album, mars 2010)